# Stéphane Lach
Pour les articles homonymes, voir Lach.
Stéphane Lach, né le 10 septembre 1933 à Soissons, est un coureur cycliste français, professionnel de 1959 à 1963.

## Palmarès
- 1958
  - Paris-Laon
  - 2e du Circuit des Ardennes
  - 2e du Grand Prix des Amis du Cyclisme
  - 3e du Circuit d'Aquitaine
- 1959
  - 2e du Tour du Maroc
  - 2e du Tour de la Haute-Marne
  - 10e du Critérium du Dauphiné libéré
- 1960
  - 1re étape du Tour du Var
  - 2e du Tour du Sud-Est
  - 3e du Manx Trophy 
  - 5e du Grand Prix du Midi libre
  - 9e du Critérium du Dauphiné libéré
- 1961
  - Circuit des cols pyrénéens
  - 3e étape du Circuit des Monts d'Auvergne
  - 2e du Circuit des Monts d'Auvergne
  - 8e du Tour de Romandie

### Résultats sur les grands tours

#### Tour de France
4 participations
- 1959 : abandon (19e étape)
- 1960 : 23e
- 1961 : 29e
- 1962 : 65e